# لینکولن (آلاباما)
لینکولن (به انگلیسی: Lincoln) شهری در شهرستان تالادیگا ایالت آلاباما است که مساحت آن ۶۵٫۴۸ کیلومتر مربع است و در سرشماری سال ۲۰۱۰ میلادی، ۶٬۲۶۶ نفر جمعیت داشته و تراکم جمعیتی آن، ۹۵٫۶۹ نفر در هر کیلومتر مربع بوده است.